# Niina Petrõkina
Niina Petrõkina (Tallinn, 14 augustus 2004) is een Estisch kunstschaatsster. Ze is drievoudig Estisch kampioene. In 2025 won ze als eerste Estische ooit goud op de Europese kampioenschappen.

## Biografie
In 2008 begon Petrõkina op vierjarige leeftijd met kunstschaatsen. In oktober 2017 debuteerde ze op internationaal niveau bij de junioren en in november 2021 bij de senioren. Op de EK 2025 won Petrõkina de gouden medaille met een nieuw persoonlijk record van 208.18 punten. Al sinds haar kindertijd wordt ze gecoacht door Svetlana Varnavskaja.

## Persoonlijke records
Behaald tijdens ISU-wedstrijden. 
|                     | punten | toernooi                       |
| ------------------- | ------ | ------------------------------ |
| Hoogste totaalscore | 208.18 | 2025 Europese kampioenschappen |
| Hoogste korte kür   | 068.94 | 2025 Europese kampioenschappen |
| Hoogste lange kür   | 139.24 | 2025 Europese kampioenschappen |

## Belangrijke resultaten
| Kampioenschap           | 15/16 | 17/18 | 18/19  | 19/20  | 21/22 | 22/23 | 23/24         | 24/25         |
| ----------------------- | ----- | ----- | ------ | ------ | ----- | ----- | ------------- | ------------- |
| Wereldkampioenschap     |       |       |        |        | 16e   | 9e    | 16e           | 8e            |
| Europees kampioenschap  |       |       |        |        | 7e    | 6e    |               | Goud          |
| Nationaal kampioenschap |       |       |        | Zilver | Goud  | Goud  |               | Goud          |
| WK junioren             |       |       |        | 33e    | 9e    | 12e   | geen deelname | geen deelname |
| NK junioren             | Brons | Brons | Zilver | Goud   | Goud  | Goud  | geen deelname | geen deelname |